# Estas casas são mui altas
"Estas casas são mui altas" é uma cantiga de janeiras tradicional portuguesa originária da antiga freguesia de Monsanto (incluída desde 2013 na União das Freguesias de Monsanto e Idanha-a-Velha) no concelho de Idanha-a-Nova.

## História

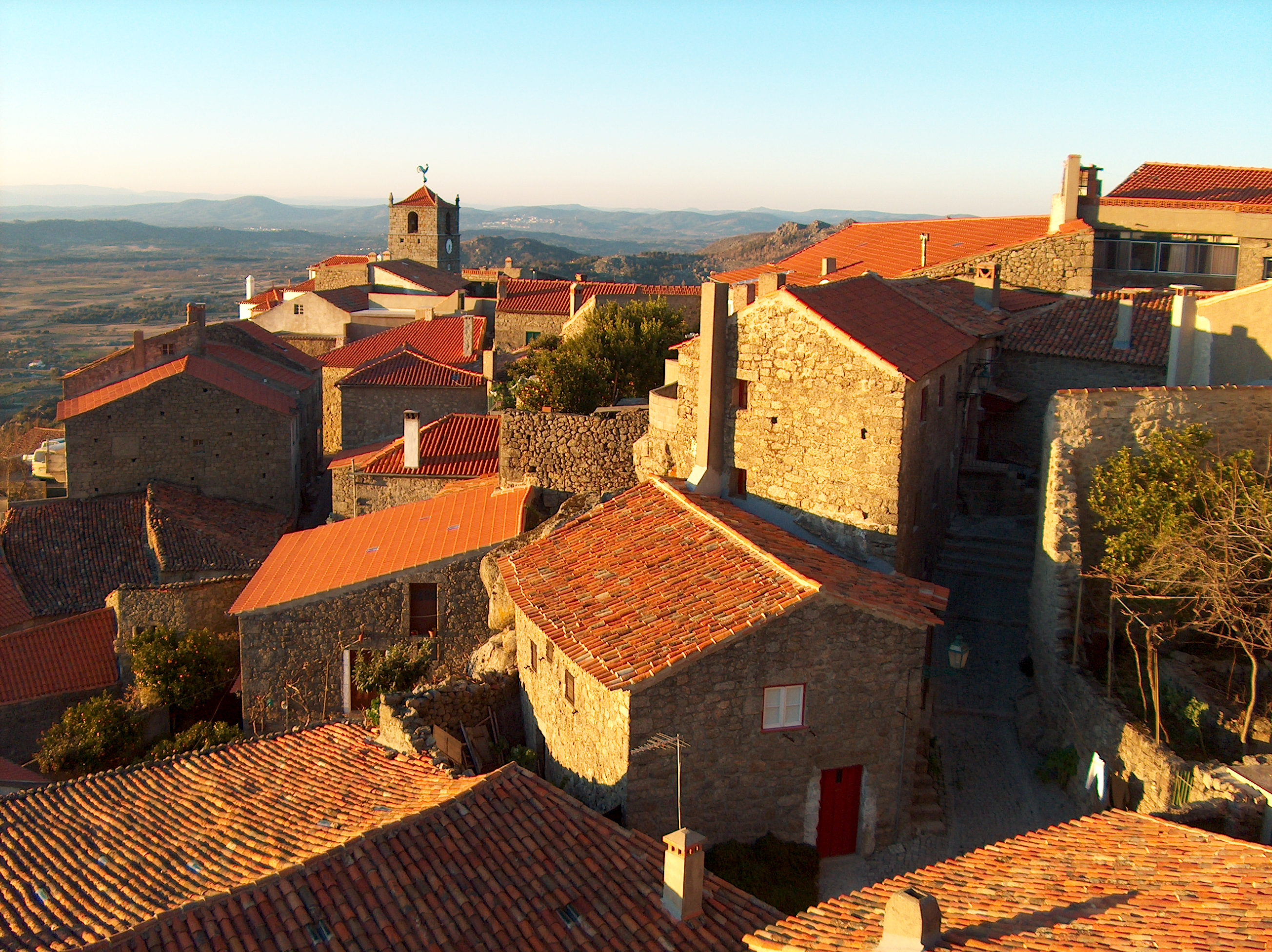
Casas na Aldeira Velha de Monsanto.

A letra desta cantiga de janeiras adapta quadras muito vulgarizadas e típicas de janeiras. Trovas semelhantes existem nos aguinaldos espanhóis, onde recebem o nome de Las Casas Nobles. Este tipo de quadras estão atestadas desde os primeiros anos do século XVII, contudo, a sua presença na tradição sefardita permite deduzir a sua existência já no final do século XV:
| Tradição portuguesa                                                                              | Tradição castelhana                                                                                    | Tradição sefardita                             |
| ------------------------------------------------------------------------------------------------ | --- | ---------------------------------------------- |
| Estas casas são mui altas Forradinhas de alegria, Viva quem nelas passeia Que é a senhora Maria! | Estas casas son muy altas, Y aquí vive un labrador; Tiene la mujer muy guapa, Y las hijas como un sol. | Estas casas altas son, Para bodas, buenas son. |

Apesar desta possível origem secular, a composição em questão só surge publicada em 1939 pela mão do folclorista António Joyce que a recolheu na localidade de Monsanto no âmbito do concurso do Estado Novo "A Aldeia Mais Portuguesa de Portugal".
Entre os anos de 1945 e 1950, "Estas casas são mui altas" foi harmonizada pelo compositor português Fernando Lopes-Graça para a sua Primeira Cantata do Natal.

## Letra

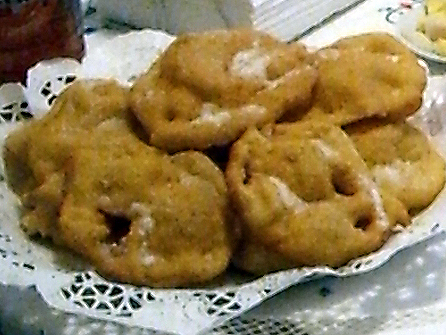
Os filhós, referidos na cantiga, são uma sobremesa tradicional de Natal.

A letra da cantiga é bastante comum. Os janeireiros pedem esmola, elogiando eloquentemente os donos da casa que visitam e os seus haveres.

Estas casas são mui altas

Forradinhas de alegria,

Viva quem nelas passeia

Que é a senhora Maria!

Estas casas são mui altas

Mas não lhe chegamos nós,

Viva quem nelas passeia

Quem está a fazer filhós!

Levante-se lá, senhora

Desse tão lindo assento,

Venha-nos dar as janeiras

A boda do nascimento!

## Discografia
- 1956 — Cantos Tradicionais Portugueses da Natividade. Coro de Câmara da Academia de Amadores de Música. Radertz. Faixa 16.
- 1978 — Primeira Cantata do Natal. Grupo de Música Vocal Contemporânea. A Voz do Dono / Valentim de Carvalho. Faixa 16.
- 1985 — Lá Vai Jeremias. Terra a Terra. Rádio Triunfo. Faixa 5 (face A).
- 1994 — Lopes Graça. Grupo de Música Vocal Contemporânea. EMI / Valentim de Carvalho. Faixa 16.
- 2000 — 1ª Cantata do Natal Sobre Cantos Tradicionais Portugueses de Natividade. Coral Públia Hortênsia. Edição de autor. Faixa 16.
- 2012 — Fernando Lopes-Graça  - Obra Coral a capella - Volume II. Lisboa Cantat. Numérica. Faixa 19.
- 2013 — Fernando Lopes-Graça  - Primeira Cantata de Natal. Coro da Academia de Música de Viana do Castelo. Numérica. Faixa 16.[3]